# Phospholipase A1
Phospholipase A1 (PLA1) sind Enzyme aus der Gruppe der Phospholipasen. Die Phospholipase spaltet Phospholipide am C1-Atom des Glycerols.

## Eigenschaften

Angriffspunkte verschiedener Phospholipasen

Phospholipase A1 hydrolysiert Phosphatidylserin zu einer Fettsäure und einem 2-Acylglycerolphosphoserin (2-Acyl-1-lysophosphatidylserin, Lyso-PS) oder Phosphatidsäure zu Lysophosphatidsäure (Lyso-PA), in geringem Umfang auch Phosphatidylcholin, Phosphatidylethanolamin, Phosphatidylinositol oder Triacylglyceride. Die Spaltprodukte binden an jeweils eigene Rezeptoren, LPSR1–3 bzw. LPAR1–6.
Bei apoptotischen Zellen wird Phosphatidylserin an der Außenseite der Zellmembran gespalten, woraufhin Mastzellen durch 2-Acyl-1-lysophosphatidylserin zur Ausschüttung von Histamin aktiviert werden. Weiterhin ist eine Phospholipase Bestandteil des Wespengifts, wo es als Toxin und Allergen wirkt. Isoformen der Phospholipase A1 sind mPA-PLA1 (membrangebunden, Phosphatidsäure-bevorzugend) und PS-PLA1 (Phosphatidylserin-bevorzugend). Daneben gibt es andere Lipasen, die sowohl Triacylglyceride als auch mit einer PLA1-Aktivität Phosphoglyceride hydrolysieren: Pankreaslipase (PL), Lipoproteinlipase (LPL), Hepatische Lipase (HL) und Endotheliale Lipase (EL). Eine alternativ gespleißte Isoform der Phospholipase A1 hydrolysiert 1-Acyl-1-lysophosphatidylserin, nicht aber Phosphatidylserin. Manche Formen der Phospholipase A2 besitzen zusätzlich eine PLA1-Enzymaktivität.
Der optimale pH-Wert für die Hydrolyse von Phosphatidylserin liegt bei einem pH-Wert von 7,5 und für die Hydrolyse saurer Phospholipide (wie Phosphatidsäure) bei 4.

## Struktur
Strukturell ist die PLA1 ein Monomer, welches das Sequenzmotiv Gly-X-Ser-X-Gly enthält, wobei X für eine beliebige Aminosäure steht. Das Serin gilt als die aktive Stelle im Enzym. PLA1 enthält auch eine katalytische Triade aus Ser-Asp-His mit einer Vielzahl von Cysteinresten, die für die Bildung von Disulfidbrücken benötigt werden. Die Cysteinreste sind für strukturelle Schlüsselmotive wie die Deckel-Proteindomäne und die B9-Domäne verantwortlich, bei denen es sich um lipidbindende Oberflächenschleifen handelt. Diese beiden Schleifen können bei jedem PLA1-Enzym unterschiedlich sein. Ein PLA1-Enzym mit einer langen Deckel-Domäne (22–23 Aminosäuren) und einer langen B9-Domäne (18–19 Aminosäuren) stellt beispielsweise eine extrazelluläre PLA1 dar, das auch eine Triacylglycerin-Hydrolase-Aktivität aufweist, während ein PLA1-Enzym, das als selektiver gilt, eine kurze Deckel- und B9-Domäne mit 7–12 bzw. 12–13 Aminosäuren aufweist.
Bei den extrazellulären PLA1/Lipase-Familienmitgliedern sind die β5- und β9-Schleifen sowie die Deckel-Domäne in Gelb, Cyan und Grün dargestellt. Die drei Reste, die eine katalytische Triade bilden (Ser, Asp und His), sind üblicherweise als Stäbchen (rot) dargestellt. Bei den Mitgliedern der cPLA2-Familie (cPLA2α, cPLA2β und cPLA2ζ) sind die konservierten Lipasemotive (GXSGX und DXG) meist in rot und die beiden Reste, die eine katalytische Dyade bilden (Ser und Asp), als Stäbchen dargestellt. Für PLAAT3/PLA2G16 sind die drei Reste, die eine katalytische Triade bilden (zwei Histidine und Cystein), als Stäbchen (rot) dargestellt. Die Strukturen wurden von der RCSB Protein Data Bank übernommen mit den Referenz-PDB-IDs: PL (PDB 1LPB), LPL (PDB 6OB0), PLRP1 (PDB 2PPL), cPLA2α (PDB 1CJY), PLA2G16 (PDB 4DOT). Die vorhergesagten Strukturen der Lipasen, wurden aus der AlphaFold Protein Structure Database entnommen. Alle Strukturen wurden mit der Software PyMOL visualisiert.

## Beispiele
| Name                                       | Andere Namen                               | Humanes Gen | Substrate | Reaktion                                           | PDB ID (H: Human, R: Ratte)                                   |
| ------------------------------------------ | ------------------------------------------ | ----------- | --------- | -------------------------------------------------- | ------------------------------------------------------------- |
| extrazelluläre PLA1                        |                                            |             |           |                                                    |                                                               |
| PS-PLA1                                    | PLA1A                                      | PLA1A       | PS        | Erzeugt LysoPS                                     | -                                                             |
| PA-PLA1α                                   | LIPH, mPA-PLA1α                            | LIPH        | PA        | Erzeugt LysoPA                                     | -                                                             |
| Lipoprotein-Lipase                         | LPL, LIPD                                  | LIPD        | TAG, PL   | TAG-Lipase und PLA1-Aktivität                      | H: PDB 6E7K, PDB 6OAU, PDB 6OAZ, PDB 6OB0, PDB 6WN4           |
| Hepatische Lipase                          | HL, LIPC                                   | LIPC        | TAG, PL   | TAG-Lipase und PLA1-Aktivität                      | -                                                             |
| Endotheliale Lipase                        | EDL, EL, LIPG                              | LIPG        | PL        | Stärkste PLA1-Aktivität                            | -                                                             |
| Pankreaslipase                             | PL, PNLIP                                  | PNLIP       | TAG, PL   | TAG lipase and PLA1 activity                       | H: PDB 1GPL, PDB 1LPA, PDB 1LPB, PDB 1N8S                     |
| Pankreatiscbes lipase-verwandtes Protein 1 | PLRP1                                      | PLRP1       | TAG, PL   | TAG-Lipase und PLA1-Aktivität                      | H: PDB 2PPL                                                   |
| Pankreatiscbes lipase-verwandtes Protein 2 | PLRP2                                      | PLRP2       | TAG, PL   | TAG-Lipase und PLA1-Aktivität                      | H: PDB 2OXE, PDB 2PVS; R: PDB 1BU8                            |
| intrazelluläre PLA1                        |                                            |             |           |                                                    |                                                               |
| PA-PLA1                                    | DDHD1, iPLA1α                              | DDHD1       | PL        | PLA1-Aktivität                                     | -                                                             |
| KIAA0725p                                  | DDHD2, iPLA1γ                              | DDHD2       | PL        | PE, DAG, CL                                        | -                                                             |
| p125                                       | iPLA1β                                     | P125        | unbekannt | keine enzymatische Aktivität                       | -                                                             |
| PNPLA6                                     | iPLA2δ, NTE                                | PNPLA6      | PC, LPC   | PLB, LysoPLA-Aktivität (hydrolysiert an C1 und C2) | -                                                             |
| PNPLA7                                     | iPLA2θ, NRE                                | PNPLA7      | PC, LPC   | PLB, LysoPLA-Aktivität (hydrolysiert an C1 und C2) | -                                                             |
| PNPLA8                                     | iPLA2γ, Gruppe VIB PLA2                    | PNPLA8      | PC        | PLB, LysoPLA-Aktivität (hydrolysiert an C1 und C2) | -                                                             |
| cPLA2α                                     | PLA2G4A, Gruppe IVA PLA2                   | PLA2G4A     | PL        | PLB, LysoPLA-Aktivität (hydrolysiert an C1 und C2) | H: PDB 1BCI, PDB 1CJY, PDB 1RLW                               |
| cPLA2β                                     | PLA2G4B, Gruppe IVB PLA2                   | PLA2G4B     | PL        | PLB, LysoPLA-Aktivität (hydrolysiert an C1 und C2) | -                                                             |
| cPLA2ζ                                     | PLA2G4F, Gruppe IVF PLA2                   | PLA2G4F     | PL        | PLB, LysoPLA-Aktivität (hydrolysiert an C1 und C2) | -                                                             |
| PLA2G16                                    | Gruppe XVI PLA2, PLAAT3, HRASLS3, H-Rev107 | PLA2G16     | PL        | PLB, LysoPLA-Aktivität (hydrolysiert an C1 und C2) | H: PDB 2KYT, PDB 4DOT, PDB 4FA0, PDB 4Q95, PDB 7C3Z, PDB 7C41 |

## Geschichte
Sowohl die PLA1- als auch die PLA2-Aktivität wurden in verschiedenen Geweben und im Blutplasma nachgewiesen. In den 1990er Jahren wurden zwei PLA1-Moleküle biochemisch gereinigt und identifiziert. Bei diesen beiden PLA1 handelt es sich um das phosphatidsäurepräferentielle PLA1 (PA-PLA1) und das phosphatidylserinspezifische PLA1 (PS-PLA1). 1994 reinigten Higgs und Glomset eine neue PLA1 aus einer zytosolischen Fraktion von Rinderhoden, die bevorzugt PA hydrolysierte. Kurz darauf klonierte dieselbe Gruppe eine cDNA des PLA1, und es stellte sich heraus, dass PA-PLA1 ein intrazelluläres Protein mit 875 Aminosäuren und einer berechneten Molekularmasse von etwa 100 kDa ist. Gleichzeitig reinigte die Gruppe von Exton eine sehr ähnliche PLA1 aus dem Rinderhirn. Es war nicht klar, ob die beiden intrazellulären PLA1 identisch waren, da die beiden Gruppen unterschiedliche PLA1-Testbedingungen und Substrate verwendeten. Später reinigte die Gruppe von Kudo ähnliche PLA1 aus dem Gehirn und den Hoden von Mäusen, Ratten und Kühen und zeigte, dass sie mit der oben erwähnten PA-PLA1 identisch sind. Sie wiesen nach, dass PA-PLA1 in Gegenwart von Triton X-100 überwiegend Phosphatidsäure (PA) und in Abwesenheit von Triton X-100 Phosphatidylethanolamin (PE) hydrolysiert. Das Ergebnis zeigt deutlich, dass die Substratspezifität von PA-PLA1 in vitro durch die Testbedingungen beeinflusst wird, was die Identifizierung der natürlichen Substrate von PA-PLA1 erschwert. Dies bedeutet auch, dass der Name PA-PLA1 für das Enzym nicht geeignet ist.
Horigome et al. wiesen zwei PLA-Aktivitäten im Überstand von aktivierten Rattenblutplättchen nach. Eine davon wurde als sekretorische PLA2 identifiziert, die jetzt als sekretorische Phospholipase A2 der Gruppe IIA (sPLA2IIA) bekannt ist. Sato et al. gelang es, eine andere PLA zu reinigen und zu klonieren, die eine hohe Präferenz für serinhaltige Phospholipide zeigte. Diese PLA ist nun als PS-spezifische PLA1 (PS-PLA1) bekannt. PS-PLA1 hydrolysierte in vitro spezifisch PS. Darüber hinaus wirkte es auf die intakte Zellmembran ein, hydrolysierte PS und produzierte 2-Acyl-LysoPS. Daher wird angenommen, dass PS-PLA1 ein LysoPS-produzierendes Enzym ist.
Nach der Entdeckung der beiden PLA1-Moleküle fanden mehrere Forscher ähnliche PLA1 (Homologe) in den Nukleotiddatenbanken, exprimierten sie als rekombinante Proteine und charakterisierten sie biochemisch. Diese Analysen identifizierten die Homologe als neuartige PLA1s. Dazu gehören das extrazelluläre Enzym membranassoziierte PA-selektive PLA1α (mPA-PLA1α, ein PS-PLA1-Homolog) und die intrazellulären Enzyme iPLA1 γ/DDHD2/KIAA0725 (ein PA-PLA1-Homolog) und iPLA1β/SEC23IP/p125 (PLA1-Aktivitäten wurden nicht nachgewiesen). Darüber hinaus wurde eine ähnliche biochemische Charakterisierung für PLA2-Homologe durchgeführt. Die biochemische Charakterisierung der PLA2-Homologe zeigte, dass einige von ihnen neben ihrer PLA2-Aktivität auch eine PLA1-Aktivität aufwiesen. In diesem Zusammenhang ist auch darauf hinzuweisen, dass bestimmte Lipasen, die TAG hydrolysieren, PLA1-Aktivität besitzen, wie oben erwähnt. Lipasen hydrolysieren Fettsäuren an den Positionen sn-1 und sn-3 von Triacylglycerin (TAG) und Diacylglycerin (DAG). Sie hydrolysieren auch Fettsäuren in der sn-1- oder sn-3-Position von Monoacylglycerin (MAG).